# NGC 682
NGC 682 è una galassia lenticolare situata nella costellazione della Balena, a una distanza di circa 257 milioni di anni luce dalla nostra Via Lattea.

## Scoperta
NGC 682 è stata scoperta il 30 dicembre 1785 dall'astronomo britannico di origine tedesca William Herschel.